# 40 d'Eridà
40 d'Eridà (40 Eridani), també conegut com a Òmicron² d'Eridà o Keidar, de la paraula àrab qayd, cloves (d'ou)) és un sistema triple d'estrelles a menys de 16,5 anys llum de distància de la Terra. És en la constel·lació d'Eridà. L'estrella principal del sistema, 40 d'Eridà A, és fàcilment visible a simple vista. La parella de 40 d'Eridà B/C van ser descobertes el 31 de gener de 1783 per William Herschel. En efecte, es va observar novament per Friedrich Georg Wilhelm Struve el 1825 i per Otto Wilhelm von Struve el 1851. El 1910, es va descobrir que encara que el component B era una estrella dèbil, era de color blanc. Això significava que havia de ser una estrella petita, de fet es tractava d'una nana blanca, el primer descobert.